# Ali ibn Rabban al-Tabari
Abū al-Ḥasan ʿAlī ibn Sahl Rabbān Ṭabarī Āmulī (in arabo علی ابن سهل ربان طبری آملی‎?; 838 – 870) è stato un medico persiano che, precedentemente alla sua conversione all'islam, era stato nestoriano o di fede zoroastriana anche se non manca chi ha ipotizzato una sua provenienza israelitica, visto il titolo "Rabban" del padre, sebbene Max Meyerhof abbia ipotizzato che quel titolo fosse di provenienza siriaca. Non è affatto escluso che però la sua fede d'origine fosse quella cristiana, vista la veemenza con cui scrisse un libro apologetico sulla fede islamica e di accesa polemica nei confronti del cristianesimo (il Kitāb al-Radd ʿalā al-Naṣārā): atteggiamento questo tipico dei cristiani convertiti, estraneo invece ai convertiti israeliti o zoroastriani.
 
Scrisse una delle prime enciclopedie riguardante la medicina. Fu un pioniere della pediatria, in particolare della fase dello sviluppo puberale. 
La sua fama venne oscurata dal suo allievo Muḥammad ibn Zakariyyā al-Rāzī.

## Biografia
Proveniva da una nota famiglia siriaca residente nella provincia persiana del Ṭabaristān (da cui la nisba al-Ṭabarī, che significa "dal Tabaristan") e si convertì all'Islam sotto il califfo abbaside al-Mu'tasim (833–842), che lo prese al suo servizio. ʿAlī ibn Sahl Rabban al-Ṭabarī continuò poi la sua opera sotto al-Wāthiq e al-Mutawakkil (847–861). 

Precedentemente era stato segretario del governatore del Ṭabaristān, Māzyār b. Qārīn, rimanendo fedele alla causa califfale durante la rivolta di Māzyār dell'839, che portò alla morte del governatore insorto. 
Suo padre Sahl ibn Bishr, medico e astronomo, era stato un funzionario statale a Baghdad, rispettato membro della comunità cristiana.
ʿAlī parlava molto bene le lingue siriaca e greca, entrambe ampiamente utilizzate nelle opere sulla medicina nell'antichità.

## Opere
- Il suo Firdaws al-Ḥikma ("Il paradiso della sapienza"), che scrisse in arabo, noto anche come al-Kunnāsh al-ḥakhra, era un trattato di medicina in sette parti. Le fonti cui attinse furono molteplici: greche (Ippocrate, Galeno, Dioscoride, Aristotele), siriache, persiane (Mesuè il Vecchio, Ioannitius) e indiane (Charaka, Susruta, Vaghbata, Madhavakara). al-Tabari curò personalmente l'edizione in siriaco per favorirne una più ampia diffusione. L'opera non ebbe invece diffusione nel mondo occidentale, dove non fu pubblicata fino al XX secolo, quando Mohammed Zubayr Siddiqi ne mise a punto un'edizione collazionando i cinque manoscritti a noi pervenuti[9];
- Tuḥfat al-Mulūk;
- Un'opera sull'uso di cibi, bevande e medicine;
- Ḥifẓ al-ṣiḥḥa (sulla medicina);
- Kitāb al-ruqā (sulla magia);
- Kitāb fī l-ḥijāma (sull'uso delle ventose);
- Kitāb fī tartīb al-aghdhiyya.

## Firdaws al-Ḥikma
Il Firdaws al-Ḥikma è una delle più antiche enciclopedie di medicina islamica, basta sulla traduzione in lingua siriana, dal greco, di autori come Ippocrate, Galeno, Dioscoride ed altri. Esso era suddiviso in sette sezioni e 30 parti, con 360 capitoli. L'appendice conteneva alcune nozioni di medicina indiana basate su traduzioni persiane e arabe di opere di autori indiani.